# Jakimowice (gromada)
Jakimowice – dawna gromada, czyli najmniejsza jednostka podziału terytorialnego Polskiej Rzeczypospolitej Ludowej w latach 1954–1972.
Gromady, z gromadzkimi radami narodowymi (GRN) jako organami władzy najniższego stopnia na wsi, funkcjonowały od reformy reorganizującej administrację wiejską przeprowadzonej jesienią 1954 do momentu ich zniesienia z dniem 1 stycznia 1973, tym samym wypierając organizację gminną w latach 1954–1972.
Gromadę Jakimowice z siedzibą GRN w Jakimowicach utworzono – jako jedną z 8759 gromad na obszarze Polski – w powiecie koneckim w woj. kieleckim, na mocy uchwały nr 13d/54 WRN w Kielcach z dnia 29 września 1954. W skład jednostki weszły obszary dotychczasowych gromad Biały Ług, Jakimowice i Jakimowice kolonia oraz wieś Słomiana z dotychczasowej gromady Radwanów ze zniesionej gminy Pijanów, a także obszar dotychczasowej gromady Grodzisko ze zniesionej gminy Radoszyce w tymże powiecie. Dla gromady ustalono 15 członków gromadzkiej rady narodowej.
29 lutego 1956 z gromady Jakimowice wyłączono oddziały Nr Nr 131–132, 134–136 i 144–146 nadleśnictwa Ruda Maleniecka, włączając je do gromady Pilczyca w tymże powiecie.
Gromadę zniesiono 31 grudnia 1959, a jej obszar włączono do gromad Radoszyce (wieś Grodzisko) i Słupia (wsie Biały Łóg, Słomiana i Jakimowice, parcelację Biały Ług i kolonię Jakimowice).